# Coclécultuur
De Coclécultuur was een precolumbiaanse beschaving in Panama in het gebied van de hedendaagse provincie Coclé en de aangrenzende gebieden. De beschaving heeft waarschijnlijk bestaan van 150 voor tot 700 na Chr. 
Er zijn resten van artefacten van deze beschaving gevonden tot in Chichen Itza (Yucatán). Deze artefacten bestaan uit goud en andere metalen, ivoor en textiel, stenen en aardewerk.

## Tijdvakken
Archeologen onderscheiden een aantal tijdvakken in deze cultuur, welke zij los bepaald hebben aan de hand van opgegraven aardewerk.
- La Mula periode (150 v chr tot 300)
- Tonosi periode (300 tot 550)
- Cubita periode (550 tot 700)